# Шкурба Віктор Васильович
Віктор Васильович Шкурба (10 липня 1935, станція Поповка Тосненського району Ленінградської області — 11 червня 2011, Москва) — український і російський кібернетик, математик.
Доктор фізико-математичних наук (1971), професор (1972).

## Життєпис
Народився на станції Поповка під час слідування батьків з Ленінграда на нове місце проживання. Батько був родом з Полтавської області, мати — з міста Гдов. Через службу батька у лавах Військово-морського флоту СРСР сім'ї довелося багато змінювати місця проживання. Під час німецько-радянської війни з матір'ю та старшим братом Миколою в евакуації у Ставрополі, а потім в Азербайджані. У 1943 році сім'я переїхала до Києва, де його батько після тяжкого поранення під час оборони Севастополя (1942 рік) був відповідальним за громадянську оборону одного з районів міста, мати працювала бухгалтером у різних установах. Старший брат пішов на фронт у 1945 році і загинув наприкінці війни в Німеччині.
Після закінчення київської середньої школи із золотою медаллю в 1952 році вступив того ж року до Київського університету імені Тараса Шевченка, а в 1954 році перейшов на механіко-математичний факультет Московського державного університету імені М. В. Ломоносова (МГУ), який закінчив у 1957 році за спеціальністю «математика». По закінченню працював у Центральному науково-дослідному інституті машинобудування (тоді НДІ 88) упродовж 1957—1959 років.
У 1959 році повернувся до Києва за сімейними обставинами і був запрошений працювати в Інститут кібернетики АН УРСР (тоді ще Обчислювальний Центр Академії наук УРСР). Під керівництвом академіка Віктора Михайловича Глушкова пройшов шлях від старшого інженера до керівника відділення АСУ. У 1961 році став головним конструктором проекту АСУП на Львівському телевізійному заводі. У 1964 році захистив кандидатську дисертацію за сукупністю робіт по цій АСУП, науковий керівник Володимир Сергійович Михалевич. 24 серпня 1965 року Шкурба призначений керівником утвореного того ж дня відділу АСУП Інституту кібернетики, став членом директорату інституту. У 1971 році захистив докторську дисертацію на тему «Схеми послідовного конструювання в оптимізації дискретних систем», науковий консультант академік В. М. Глушков. 1972 року присвоєно вчене звання «професор» за спеціальністю «Застосування математичних методів в економічних дослідженнях». У 1980 році став керівником відділення АСУ, яке містило 6 відділів.
Академік В. М. Глушков був консультантом болгарського уряду з питань розвитку системи управління, його представником у країні став Шкурба, який з 1974 по 1978 рік за контрактом був радником-консультантом з АСУ Ради міністрів Болгарії.
По смерті В. М. Глушкова змушений був покинути інститут кібернетики, перейшов у 1984 році до київського науково-дослідного і проектно-конструкторського інституту НВО «Містосистемотехніка», де пропрацював заступником директора до 1987 року. Був запрошений на роботу в Москву до НДІ економіки і організації матеріально-технічного постачання при Держпостачі СРСР його тодішнім директором, членом-кореспондентом Національної академії наук України, професором Олександром Сергійовичем Ємельяновим. Працював завідувачем відділом цього інституту впродовж 1987—1992 років. Упродовж 1992—1993 років — професор кафедри інформатики Державної академії управління імені Серго Орджонікідзе. У 1993—1994 роках — керівник програмно-аналітичного центру Комітету з проведення підводних робіт особливого призначення при уряді Російської федерації. З 1994 року до смерті у 2011 році — професор кафедри інформаційних систем інституту інформаційних систем Державного университету управління.
Викладав у 1960—1987 роках за сумісництвом у Київському державному університеті імені Шевченка, у різні роки читав лекції в Московському фізико-технічному інституті, Донецькому політехнічному інституті, Одеському політехнічному інституті, Софійському вищому машинно-електротехнічному інституті, в Школі господарських керівників при Київському міському комітеті КПУ. У 1995—2004 роках працював за сумісництвом у ТОВ «ЛУКойл-резерв-інвест», де займався управлінням фінансовими потоками компанії на ринку цінних паперів.
У різні роки був членом редакційних колегій часописів «Кібернетика та обчислювальна техніка» і «Механізація і автоматизація управління».
Член КПРС з 1964 року, вийшов з неї у 1991 році.
Помер від інсульту 11 червня 2011 року в Москві. Похований у Києві на Байковому кладовищі (ділянка № 16) у могилі батьків.

## Творчий доробок
Розроблені ним моделі та методи були покладені в основу першої в СРСР автоматизованої системи управління виробництвом на Львівському телевізорних заводі — АСУВ «Львів». Брав участь у розробці Єдиної мережі державних обчислювальних центрів / ЄМДОЦ (передескізний проект), Загальнодержавної автоматизованої системи, яка утворилася на основі попередньої ЄМДОЦ, Республіканської автоматизованої системи управління (РАСУ). Основні наукові роботи написані в галузі теоретичної, економічної і біологічної кібернетики, автоматизації управління виробництвом, міських і регіональних автоматизованих систем, управління наукою, методології календарного планування. Опублікував понад 220 робіт, з них 11 монографій. Написана ним разом з В'ячеславом Сергійовичем Танаєвим монографія «Введення в теорію розкладів» (1975) розвинула розділ математики, створивши нову дисципліну «Теорія розкладів» у СРСР.
Багато часу приділяв популяризації науки. Його книга «Задача трьох верстатів» (рос. «Задача трёх станков») дала багаті роздуми для фахівців, студентів і школярів.

## Здобутки та нагороди
За час своєї науково-педагогічної діяльності успішно підготував 48 аспірантів, п'ятеро з них стали згодом докторами наук — Фінн Е. А., Швец Н. Я., Подчасова Т. П., Бурдюк В. Я., Тимашова Л. А.
Лауреат:
- премії Ленінського комсомолу (1967) за розробку теоретичних основ АСКП разом з В. К. Кузнецовим (перші премії Ленінського комсомолу з науки і техніки почали вручати з 1967 року);
- Державної премії УРСР (1970) за розробку і впровадження системи «Львів» разом з керівником роботи В. М. Глушковим та ін.;
- Державної премії СРСР (1981) у галузі науки і техніки за цикл робіт зі створення і широкого впровадження сучасних математичних методів оптимізації (1962—1979) разом з керівником роботи В. С. Михалевичем та ін.

Член-кореспондент РАПН з 1991 року, дійсний член РАПН з 1994 року.
Нагороджений багатьма медалями, серед яких «За трудову відзнаку» (1967), «У пам'ять 1500-річчя Києва» (1982), «У пам'ять 850-річчя Москви» (1997).

## Основні праці
- Таблицы атмосферы для запуска спутников, НИИ 88, 1958[4]
- Распределение угла наклона входящей в атмосферу головной части баллистической ракеты (трехмерная рулетка), НИИ 88, 1959[4]
- «О математической обработке результатов одного класса биохимических экспериментов» — Кибернетика, 1965, № 1, с. 62—67.
- «Задачи календарного планирования и методы их решения» (Киев: Наукова думка, 1966. Соавт.: Подчасова Т. П., Пшичук А. Н., Тур Л. П.)
- Минц М. И., Шкурба В. В., Савчин М. П. «Составление нормативных калькуляций на ЭВМ». М., Финансы, 1970. 152 с.
- «Введение в теорию расписаний» (в соавторстве с Танаевым В. С.), М., Наука, 1975. — 256 с.
- «Планирование дискретного производства в условиях АСУ». В. В. Шкурба, В. А. Болдырева, А. Ф. Вьюн и др. Под общ. ред. акад. В. М. Глушкова. — К., Техніка, 1975. — 295 с.
- «Автоматизирани системи на управление. Начален курс» (Болгария, 1976)
- «Задача трёх станков». — «Наука», Главная редакция физико-математической литературы, М., 1976. — 96 с., илл.[5]
- «Эвристические методы календарного планирования» (Киев, Техника, 1980. Соавт.: Подчасова Т. П., Португал В. М.)
- «Планирование и управление в автоматизированном производстве» (Киев, Наукова Думка, 1985. Соавт.: Белецкий С. А., Ефетова К. Ф.)
- «Биржа — путь к рынку» (Москва, 1991. Соавт.: Пекер А. А. Жук Д. А.)
- «Рынок: от торга к цивилизации» (НИИМС, 1992)
- «Компьютеризация — переворот в праксеотехнике» (СарГУ, 1994)
- «В команде Глушкова» Кибернетика и системный анализ, № 4, июль-август 1998 г.
- «Акцентуированная экономика и праксеотехника управления» (Экономическая кибернетика, 2000)